# Danh sách sân vận động cricket tại Argentina
Đây là  Danh sách sân vận động cricket tại Argentina. Đây là danh sách các sân đã tổ chức những trận đấu first-class.
| Tên sân vận động                 | Thành phố    | Sức chứa | Ghi chú | Tham khảo |
| -------------------------------- | ------------ | -------- | --- | --------- |
| Belgrano Athletic Club Ground    | Buenos Aires | Không rõ | Đã tổ chức 6 trận first-class trong khoảng thời gian từ 1927 đến 1938 | [ 1 ]     |
| Buenos Aires Cricket Club Ground | Buenos Aires | Không rõ | Đã tổ chức 2 trận first-class vào các năm 1912 và 1927, cả hai trận đều có sự tham gia của Đội tuyển cricket quốc gia Argentina thi đấu với Marylebone Cricket Club. Sân này không còn tổ chức cricket từ năm 1951 | [ 2 ]     |
| Hurlingham Club Ground           | Buenos Aires | Không rõ | Đã tổ chức 5 trận first-class trong khoảng thời gian từ 1912 đến 1938 | [ 3 ]     |
| Lomas Athletic Cricket Ground    | Buenos Aires | Không rõ | Tổ chức 1 trận first-class vào năm 1912 giữa 2 đội Argentina và Marylebone Cricket Club | [ 4 ]     |
| St Georges College ground        | Buenos Aires | Không rõ | Marylebone Cricket Club thi đấu '2001 tour of Argentina' | [ 5 ]     |
| Corimayo ground                  | Buenos Aires | Không rõ | Lần đầu được sử dụng tại giả Vô địch Nam Mỹ năm 2000, tổ chức Americas Division Two vào năm 2006 và Division Three vào năm 2008                                                                                    | [ 6 ]     |

## Liên kết khác
- Cricket grounds in Argentina at CricketArchive.